# ヤクシマルリシジミ属
ヤクシマルリシジミ属（ヤクシマルリシジミぞく、Acytolepis）は、チョウ目（鱗翅目）シジミチョウ科ヒメシジミ亜科ヒメシジミ族を分類する属の1つである。
1927年にオランダ人昆虫学者のLambertus Johannes Toxopeusによって最初に記述された。
種は、東洋区（東アジアの一部（日本のトカラ列島小宝島以南の南西諸島、台湾西部平野、中国の秦嶺山脈以南）、東南アジアの大部分、インド亜大陸を含むエリア）とオーストラリア区（オーストラリア、ニュージーランド、および周辺諸島を含むエリア）の領域に生息している。

## 種
属する種は以下のとおり。
和名はShiraiwa 1996-2021 及び 日本産蝶類和名学名便覧 2010-2013による。
- Acytolepis puspa (Horsfield, 1828) ヤクシマルリシジミ
- Acytolepis lilacea (Hampson, 1889)
- Acytolepis najara (Fruhstorfer, 1910)
- Acytolepis ripte (H. H. Druce, 1895)
- Acytolepis samanga (Fruhstorfer, 1910)